# 陷阱狸藻
陷阱狸藻（学名：Utricularia foveolata）為狸藻屬疑似一年生小型水生食虫植物。其种加词“foveolata”来源于拉丁文“fovea”，意为“坑，陷阱”。陷阱狸藻分布于旧大陆热带地区，存在于非洲（乍得、科特迪瓦、刚果民主共和国、加纳、马达加斯加、马里、莫桑比克、尼日利亚、坦桑尼亚、乌干达、赞比亚），亚洲（中国、印度、菲律宾、泰国、印度尼西亚爪哇东部）及澳大利亚。陷阱狸藻陆生潮湿土壤或半水生于浅水中。1847年，迈克尔·帕克南·埃奇沃斯正式描述了陷阱狸藻。